# باشگاه فوتبال برودبریج هیث
باشگاه فوتبال برودبریج هیث (به انگلیسی: Broadbridge Heath Football Club) یک باشگاه فوتبال در شهر برودبریج هیث، کشور انگلستان است که در سال ۱۹۱۹ میلادی تأسیس شده‌است.